# 刘韫
刘韫（5世紀—477年），字彦文，彭城绥舆里（今江苏省徐州市铜山区）人，中国南北朝南朝宋宗室。宋武帝弟弟的刘道怜孙子，刘义欣的儿子。
刘韫历官步兵校尉、宣城郡太守。晋安王刘子勋起兵宋明帝，各地牧守多响应，只有刘韫弃郡归顺明帝，因此被明帝宠信，官至雍州刺史、侍中、兼右卫将军、领军将军、中领军。宋顺帝升明元年（477年）十二月，因参与推翻权臣萧道成的图谋，被支持萧道成的王敬则所杀。次子南丰王刘铣一并遇害。
刘韫为人平凡浅薄，在湘州、雍州，让善於绘画的人画出他出行时卤簿羽仪，常常独自拿出来赏玩。曾经把图画给征西将军蔡兴宗看，蔡兴宗跟他开玩笑，假装看不懂画，指着刘韫的形象问他说：“何人坐在舆上？”刘韫回答：“正是我。”他的平凡鄙陋大抵如此。